# Eliasz albo walka ze słowikami
Eliasz albo walka ze słowikami – powieść flamandzkiego pisarza Maurice Gilliamsa z 1936 r. Na podstawie tej powieści Klaas Rusticus wyreżyserował w 1991 r. film pod tym samym tytułem. Powieść przełożył na język polski Andrzej Kołaczkowski. Została ona opublikowana w serii Współczesna Proza Światowa w 1971 r. wraz z inną niewielką powieścią Gilliamsa, Zima w Antwerpii z 1953 r. Utwór został wpisany do kanonu literatury niderlandzkiej.

## Treść
Głównym bohaterem powieści jest młody chłopiec, opisujący swe życie, które prowadzi w wiejskim dworku. Narracja nie jest jednak skupiona na chronologicznym przedstawianiu wydarzeń, lecz subiektywnym przedstawianiu wrażeń chłopca oraz metaforycznym opisem przyrody otaczającej dworek, zawiera poetyckie opisy osób, z którymi chłopiec przestaje, miejsc, do których zachodzi oraz sytuacji, które przeżywa.
Powieść uważana jest za ważną próbę odnowy niderlandzkiej prozy modernistycznej w kierunku introwertyzmu.